# 鏡川 (小惑星)
鏡川(かがみがわ、4256 Kagamigawa)は、1986年10月3日に関勉が高知県芸西村で発見した小惑星である。高知市を流れる鏡川にちなんで命名された。